# 新烏克蘭卡 (洛佐瓦區)
48°41′42″N 36°31′4″E / 48.69500°N 36.51778°E
新烏克蘭卡（烏克蘭語：Новоукраїнка）是位於烏克蘭東部的村莊，由哈爾科夫州洛佐瓦區的布利茲紐基市鎮負責管轄。該村始建於1901年，面積0.64平方公里，海拔高度176米，2001年人口352，人口密度每平方公里550人。